# دیلسان-ستوکم
شهر دیلسان-ستوکم (به فرانسوی: Dilsen-Stokkem) در شهرستان مزک  در استان لمبورگ  در منطقه فلاندری در کشور بلژیک واقع شده‌است.